# Bundestagswahlkreis Amberg
Der Bundestagswahlkreis Amberg (Wahlkreis 231; bis zur Bundestagswahl 2021 Wahlkreis 232) ist seit 1949 ein Wahlkreis in Bayern. Er umfasst die kreisfreie Stadt Amberg sowie die Landkreise Amberg-Sulzbach und Neumarkt in der Oberpfalz. Der Wahlkreis wurde bisher bei allen Bundestagswahlen von den Direktkandidaten der CSU gewonnen.

## Wahlergebnisse

### Bundestagswahl 2025
Zur Bundestagswahl 2025 am 23. Februar wurden 11 Direktkandidaten und 17 Landeslisten zugelassen.
| Kandidaten                               | Kandidaten                 | Parteien/Listen     | Erststimmen | Erststimmen | Zweitstimmen | Zweitstimmen |
| Kandidaten                               | Kandidaten                 | Parteien/Listen     | Stimmen     | %           | Stimmen      | %            |
| ---------------------------------------- | -------------------------- | ------------------- | ----------- | ----------- | ------------ | ------------ |
|                                          | Susanne Hierlgewählt im WK | CSU                 | 80.626      | 44,5        | 72.724       | 40,1         |
|                                          | David Mandrella            | SPD                 | 19.705      | 10,9        | 19.333       | 10,7         |
|                                          | Peter Gürtler              | GRÜNE               | 12.177      | 6,7         | 13.961       | 7,7          |
|                                          | Nils Gründer               | FDP                 | 4.699       | 2,6         | 5.968        | 3,3          |
|                                          | Peter Boehringer           | AfD                 | 38.359      | 21,2        | 40.019       | 22,1         |
|                                          | Hans Grötsch               | FREIE WÄHLER        | 12.883      | 7,1         | 11.310       | 6,2          |
|                                          | Marco Winkler              | Die Linke           | 7.316       | 4,0         | 7.977        | 4,4          |
|                                          | Hans Märkl                 | dieBasis            | 1.609       | 0,9         | 784          | 0,4          |
|                                          | –                          | Tierschutzpartei    | –           | –           | 1.323        | 0,7          |
|                                          | –                          | Die PARTEI          | –           | –           | 580          | 0,3          |
|                                          | Susanne Witt               | ÖDP                 | 1.746       | 1,0         | 795          | 0,4          |
|                                          | –                          | BP                  | –           | –           | 337          | 0,2          |
|                                          | Markus Meier               | Volt                | 1.403       | 0,8         | 810          | 0,4          |
|                                          | –                          | PdH                 | –           | –           | 107          | 0,1          |
|                                          | –                          | MLPD                | –           | –           | 33           | 0,0          |
|                                          | Johannes Kotzbauer         | BÜNDNIS DEUTSCHLAND | 610         | 0,3         | 212          | 0,1          |
|                                          | –                          | BSW                 | –           | –           | 5.055        | 2,8          |
| Gesamt                                   | Gesamt                     | Gesamt              | 181.133     | 100         | 181.328      | 100          |
|                                          |                            |                     |             |             |              |              |
| Ungültige Stimmen                        | Ungültige Stimmen          | Ungültige Stimmen   | 865         | 0,5         | 670          | 0,4          |
| Wähler                                   | Wähler                     | Wähler              | 181.998     | 85,1        | 181.998      | 85,1         |
| Wahlberechtigte                          | Wahlberechtigte            | Wahlberechtigte     | 213.946     |             | 213.946      |              |
|                                          |                            |                     |             |             |              |              |
| Quellen: Die Bundeswahlleiterin, Stimmen |                            |                     |             |             |              |              |

Kursive Direktkandidaten kandidieren nicht für die Landesliste, kursive Parteien treten ohne Landesliste an.

### Bundestagswahl 2021
Zur Bundestagswahl 2021 am 26. September wurden 10 Direktkandidaten und 26 Landeslisten zugelassen.
| Kandidaten                               | Kandidaten                  | Parteien/Listen      | Erststimmen | Erststimmen | Zweitstimmen | Zweitstimmen |
| Kandidaten                               | Kandidaten                  | Parteien/Listen      | Stimmen     | %           | Stimmen      | %            |
| ---------------------------------------- | --------------------------- | -------------------- | ----------- | ----------- | ------------ | ------------ |
|                                          | Susanne Hierlgewählt im WK  | CSU                  | 69.278      | 40,3        | 60.430       | 35,1         |
|                                          | Johannes Foitzik            | SPD                  | 27.476      | 16,0        | 31.547       | 18,3         |
|                                          | Peter Boehringer            | AfD                  | 17.822      | 10,4        | 17.958       | 10,4         |
|                                          | Nils Gründer                | FDP                  | 10.213      | 5,9         | 15.067       | 8,7          |
|                                          | Karl-Heinz Herbst           | GRÜNE                | 13.908      | 8,1         | 16.191       | 9,4          |
|                                          | Markus Alexander Sendelbeck | DIE LINKE            | 4.158       | 2,4         | 4.095        | 2,4          |
|                                          | Daisy Miranda               | FREIE WÄHLER         | 20.855      | 12,1        | 16.332       | 9,5          |
|                                          | Susanne Maria Witt          | ÖDP                  | 3.247       | 1,9         | 1.298        | 0,8          |
|                                          | -                           | Tierschutzpartei     | –           | –           | 1.938        | 1,1          |
|                                          | -                           | BP                   | –           | –           | 872          | 0,5          |
|                                          | –                           | Die PARTEI           | –           | –           | 991          | 0,6          |
|                                          | -                           | PIRATEN              | –           | –           | 755          | 0,4          |
|                                          | –                           | NPD                  | –           | –           | 166          | 0,1          |
|                                          | –                           | V-Partei³            | –           | –           | 128          | 0,1          |
|                                          | –                           | Gesundheitsforschung | –           | –           | 221          | 0,1          |
|                                          | -                           | MLPD                 | –           | –           | 20           | 0,0          |
|                                          | –                           | DKP                  | –           | –           | 31           | 0,0          |
|                                          | Alwin Baumert               | dieBasis             | 2.902       | 1,7         | 2.917        | 1,7          |
|                                          | –                           | Bündnis C            | –           | –           | 101          | 0,1          |
|                                          | –                           | III. Weg             | –           | –           | 98           | 0,1          |
|                                          | -                           | du.                  | –           | –           | 89           | 0,1          |
|                                          | -                           | LKR                  | –           | –           | 26           | 0,0          |
|                                          | -                           | Die Humanisten       | –           | –           | 121          | 0,1          |
|                                          | –                           | Team Todenhöfer      | –           | –           | 253          | 0,1          |
|                                          | -                           | UNABHÄNGIGE          | –           | –           | 438          | 0,3          |
|                                          | –                           | Volt                 | –           | –           | 275          | 0,2          |
|                                          | Nikolaus Gradl              | Einzelbewerber       | 2.138       | 1,2         | –            | –            |
| Gesamt                                   | Gesamt                      | Gesamt               | 171.997     | 100         | 172.358      | 100          |
|                                          |                             |                      |             |             |              |              |
| Ungültige Stimmen                        | Ungültige Stimmen           | Ungültige Stimmen    | 1.300       | 0,8         | 939          | 0,5          |
| Wähler                                   | Wähler                      | Wähler               | 173.297     | 80,2        | 173.297      | 80,2         |
| Wahlberechtigte                          | Wahlberechtigte             | Wahlberechtigte      | 216.071     |             | 216.071      |              |
|                                          |                             |                      |             |             |              |              |
| Quellen: Die Bundeswahlleiterin, Stimmen |                             |                      |             |             |              |              |

Kursive Direktkandidaten kandidieren nicht für die Landesliste, kursive Parteien sind nicht Teil der Landesliste.

### Bundestagswahl 2017
Zur Bundestagswahl 2017 am 24. September wurden 10 Direktkandidaten und 21 Landeslisten zugelassen.
| Direktkandidat       | Partei               | Erststimmen in % | Zweitstimmen in % |
| -------------------- | -------------------- | ---------------- | ----------------- |
| Alois Karl           | CSU                  | 47,7             | 42,6              |
| Johannes Foitzik     | SPD                  | 15,2             | 15,5              |
| Yvonne Rösel         | GRÜNE                | 06,9             | 07,1              |
| Moritz Pöllath       | FDP                  | 05,0             | 07,6              |
| Peter Boehringer     | AfD                  | 11,2             | 12,8              |
| Dominic Lenz         | LINKE                | 04,4             | 05,3              |
| Manuel Werthner      | FREIE WÄHLER         | 06,1             | 04,2              |
| –                    | PIRATEN              | 0–               | 00,3              |
| Norbert Peter        | ÖDP                  | 01,7             | 01,0              |
| Michael Prensky      | BP                   | 01,1             | 00,9              |
| –                    | NPD                  | 0–               | 00,4              |
| –                    | Tierschutzpartei     | 0–               | 00,9              |
| –                    | MLPD                 | 0–               | 00,0              |
| –                    | Büso                 | 0–               | 00,0              |
| –                    | BGE                  | 0–               | 00,1              |
| –                    | DiB                  | 0–               | 00,1              |
| –                    | DKP                  | 0–               | 00,0              |
| –                    | DM                   | 0–               | 00,1              |
| –                    | Die PARTEI           | 0–               | 00,5              |
| –                    | Gesundheitsforschung | 0–               | 00,1              |
| –                    | V-Partei³            | 0–               | 00,1              |
| Elmar Richard Widder | Unabhängige          | 00,6             | 0–                |

### Bundestagswahl 2013
| Direktkandidat    | Partei       | Erststimmen in % | Zweitstimmen in % |
| ----------------- | ------------ | ---------------- | ----------------- |
| Alois Karl        | CSU          | 58,4             | 53,5              |
| Brigitte Bachmann | SPD          | 20,9             | 19,4              |
| Moritz Pöllath    | FDP          | 02,1             | 03,8              |
| Stefan Schmidt    | GRÜNE        | 04,9             | 06,0              |
| Wolfgang Berndt   | Die Linke    | 03,3             | 03,4              |
| Stefan Körner     | PIRATEN      | 02,5             | 02,0              |
| Heidrich Klenhart | NPD          | 01,5             | 01,1              |
| Klaus Karl Peter  | ÖDP          | 02,6             | 01,3              |
| Matthias Penkala  | Freie Wähler | 03,8             | 03,8              |
|                   | Sonstige     | 0–               | 05,8              |

### Bundestagswahl 2009
| Direktkandidat       | Partei                | Erststimmen in % | Zweitstimmen in % | Bundestagswahl 2005 Zweitstimmen in % |
| -------------------- | --------------------- | ---------------- | ----------------- | ------------------------------------- |
| Alois Karl           | CSU                   | 47,3             | 45,1              | 52,5                                  |
| Christian Beyer      | SPD                   | 20,3             | 16,8              | 26,1                                  |
| Jörg Schümann        | Bündnis 90/Die Grünen | 09,2             | 08,4              | 05,3                                  |
| Edgar Meixner        | FDP                   | 12,6             | 12,8              | 07,4                                  |
| –                    | REP                   | –                | 00,6              | 00,7                                  |
| Wolfgang Berndt      | Die Linke             | 07,0             | 07,0              | 03,5                                  |
| Heidrich Klenhart    | NPD                   | 02,5             | 01,9              | 02,0                                  |
| –                    | PBC                   | 0–               | 00,2              | 00,3                                  |
| Lothar Sinnesbichler | BP                    | 0–               | 00,7              | 00,8                                  |
| Peter Hans Riedl     | RRP                   | 01,0             | 00,8              | 0–                                    |
| –                    | PIRATEN               | 0–               | 02,4              | 0–                                    |
| –                    | BüSo                  | 0–               | 00,0              | 00,1                                  |
| –                    | FAMILIE               | 0–               | 00,8              | 00,8                                  |
| –                    | MLPD                  | 0–               | 00,0              | 00,0                                  |
| –                    | Die Tierschutzpartei  | 0–               | 00,6              | 0–                                    |
| –                    | ödp                   | 0–               | 01,4              | 0–                                    |
| –                    | CM                    | 0–               | 00,1              | 00,0                                  |

## Wahlkreissieger seit 1949
| Wahl | Name            | Partei |
| ---- | --------------- | ------ |
| 1949 | Josef Schatz    | CSU    |
| 1953 | Anton Donhauser | CSU    |
| 1957 | Heinrich Aigner | CSU    |
| 1961 | Heinrich Aigner | CSU    |
| 1965 | Heinrich Aigner | CSU    |
| 1969 | Heinrich Aigner | CSU    |
| 1972 | Heinrich Aigner | CSU    |
| 1976 | Heinrich Aigner | CSU    |
| 1980 | Hermann Fellner | CSU    |
| 1983 | Hermann Fellner | CSU    |
| 1987 | Hermann Fellner | CSU    |
| 1990 | Rudolf Kraus    | CSU    |
| 1994 | Rudolf Kraus    | CSU    |
| 1998 | Rudolf Kraus    | CSU    |
| 2002 | Rudolf Kraus    | CSU    |
| 2005 | Alois Karl      | CSU    |
| 2009 | Alois Karl      | CSU    |
| 2013 | Alois Karl      | CSU    |
| 2017 | Alois Karl      | CSU    |
| 2021 | Susanne Hierl   | CSU    |

## Wahlkreisgeschichte
| Wahl      | Wahlkreisname         | Gebiet |
| --------- | --------------------- | --- |
| 1949      | 19 Amberg             | Stadt Amberg, Landkreis Amberg, Stadt Neumarkt in der Oberpfalz, Landkreis Neumarkt in der Oberpfalz, Landkreis Sulzbach-Rosenberg                                                                 |
| 1953–1961 | 214 Amberg            | Stadt Amberg, Landkreis Amberg, Stadt Neumarkt in der Oberpfalz, Landkreis Neumarkt in der Oberpfalz, Landkreis Sulzbach-Rosenberg                                                                 |
| 1965–1972 | 218 Amberg – Neumarkt | Stadt Amberg, Landkreis Amberg, Stadt Neumarkt in der Oberpfalz, Landkreis Neumarkt in der Oberpfalz, Landkreis Sulzbach-Rosenberg, Landkreis Beilngries, Landkreis Riedenburg, Landkreis Parsberg |
| 1976–1998 | 218 Amberg            | Stadt Amberg, Landkreis Amberg-Sulzbach, Landkreis Neumarkt in der Oberpfalz |
| 2002–2005 | 233 Amberg            | Stadt Amberg, Landkreis Amberg-Sulzbach, Landkreis Neumarkt in der Oberpfalz |
| 2009–2021 | 232 Amberg            | Stadt Amberg, Landkreis Amberg-Sulzbach, Landkreis Neumarkt in der Oberpfalz |
| 2025–     | 231 Amberg            | Stadt Amberg, Landkreis Amberg-Sulzbach, Landkreis Neumarkt in der Oberpfalz |